# Eusattodera luteicollis
Eusattodera luteicollis is een keversoort uit de familie bladkevers (Chrysomelidae). De wetenschappelijke naam van de soort werd in 1868 gepubliceerd door John Lawrence LeConte.